# Боу-Гілл (Нью-Джерсі)
Боу-Гілл (англ. Bow Hill) розташований у Гамільтон Тауншип, округ Мерсер, штат Нью-Джерсі, США. Будівля була побудована в 1790 році та внесена до Національного реєстру історичних місць 25 січня 1973 року.

## Історія
Боу-Гілл був побудований Барном Де Кліном (часто згадували як Д'Клін), нащадком бостонського французького дворянина-гугенота та його дружини Мері ван Зант. Де Клін став заможним, продаючи текстиль континентальній армії під час американської революції, а в 1780-х роках придбав велике урочище вздовж річки Делавер за межами міста Трентон, штат Нью-Джерсі, в той час, коли міркували про те, що Трентон, перебуваючи на відстані між Філадельфією та Нью-Йорком, буде столицею нації. Де Клін та інші спекулянти були фінансово розбиті, коли столицю вирішили побудувати там, де зараз розташований Вашингтон (округ Колумбія). Проте до того моменту, коли Барн Де Клін почув цю новину, він уже закінчив споруджувати будівлю.
Серед кола друзів Де Кліна був і король Жозеф Бонапарт, старший брат Наполеона, який орендував Боу-Гілл для проживання своєї американської дружини Аннет Савідж, поки він жив у екзилі в Пойнт-Бриз поруч з Бордентауном, Нью-Джерсі. Бонапарт орендував Боу-Гілл для Аннет до 1822 року, коли вони переїхали в інший маєток у Нью-Йорку.
Боу-Гіллом до 20 століття володіла родина Де Клін (пізніше Лалор). У 1975 році його було придбано українсько-американською громадою Трентона та освячено як Український національний дім, пізніше перейменований на Українсько-американський культурний центр, який виконує власну місію донині. У центрі розміщені численні українські організації, включаючи скаутську організацію «Пласт», «Школу українознавства», Федеральний кредитний союз «Самостійність», Українські Американські Ветерани, Союз українок Америки та Українсько-американський футбольний клуб.